# Wieda
Wieda este o comună din landul Saxonia Inferioară, Germania.